# Clement Barnhorn

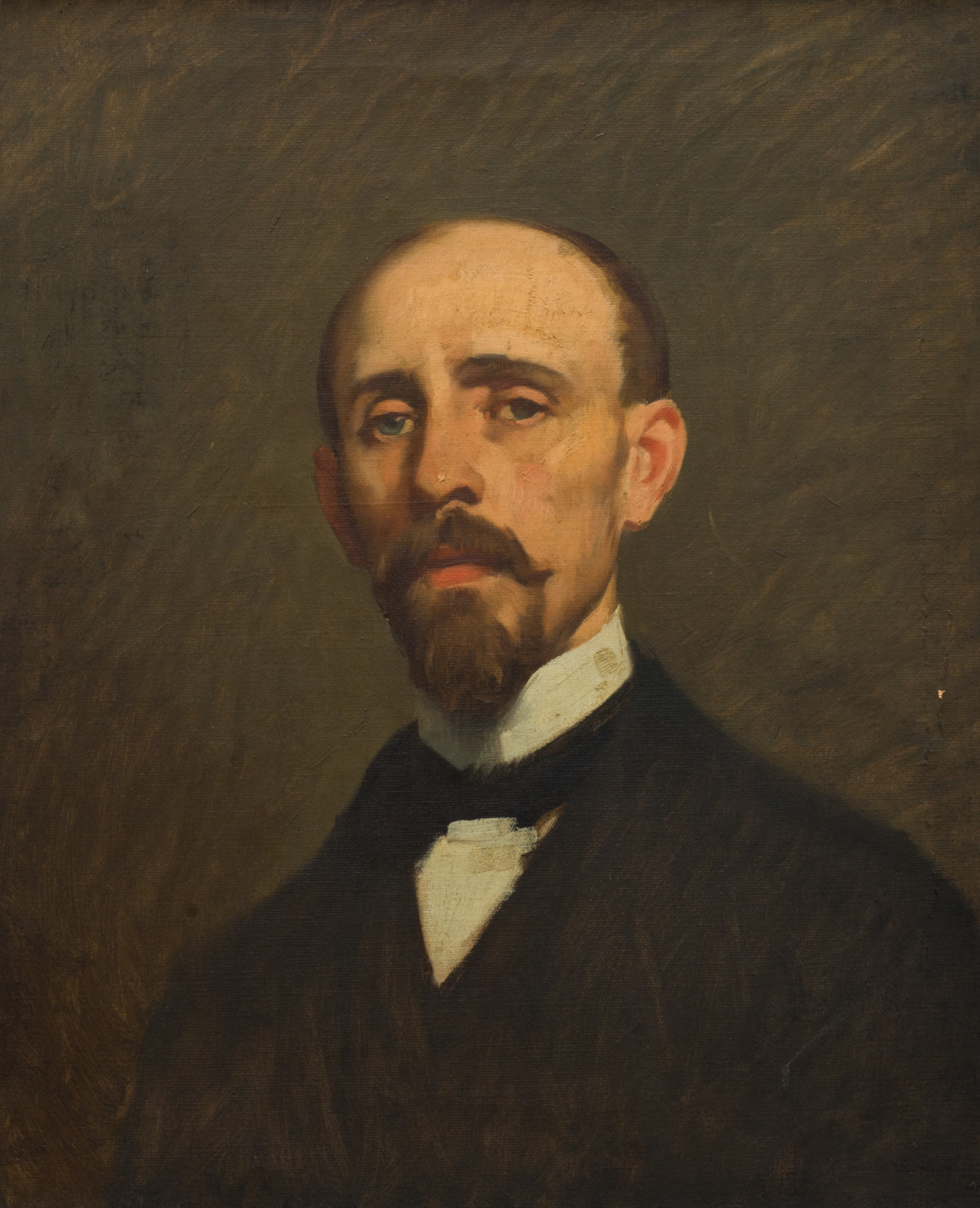
Frank Duveneck (1848–1919) Porträt von Clement J. Barnhorn, circa 1898. Cincinnati Art Museum

Clement John Barnhorn (* 8. Januar 1857 in Cincinnati, Ohio; † 2. August 1935 ebenda) war ein US-amerikanischer Bildhauer und Holzschnitzer deutscher Abstammung. Er war vor allem in Cincinnati tätig.

## Leben
Clement Barnhorn war der Sohn des Gastwirts Clemens Barnhorn aus Oldenburg in Deutschland. Nach dem Besuch des Saint Xavier College begann er seine künstlerische Laufbahn um 1875 in der Werkstatt der Holzschnitzer Henry L. und William H. Fry. Dort arbeitete er fast zwölf Jahre und nahm gleichzeitig Unterricht bei dem Bildhauer Louis T. Rebisso. Zusätzlich besuchte er abends die Cincinnati University School of Design. Später arbeitete er als Assistent in Rebissos Studio. 1888 eröffnete Clement Barnhorn sein eigenes Atelier im Pike Building in Cincinnati. Ab 1890 teilte er sich das Atelier mit dem Maler Frank Duveneck. Gemeinsam schufen sie 1890/1891 das Porträt von Elizabeth Boott Duveneck, das der Erinnerung an Duvenecks Frau gewidmet war.
Nach dieser Zusammenarbeit reiste Clement Barnhorn für ein halbes Jahr nach Italien und setzte seine Ausbildung in Paris an der Académie Julian fort. Dort studierte er bei Denys Puech, Antonin Merciè, Emmanuel Frémiet und William Bouguereau. Für seine Skulptur Magdalena erhielt er 1894 eine lobende Erwähnung, ebenso für das gemeinsam mit Duveneck geschaffene Totenbildnis. 1896 kehrte Clement Barnhorn nach Cincinnati zurück. Er wurde Präsident des Cincinnati Art Club und Mitglied der National Sculpture Society. Er arbeitete erneut in Rebissos Atelier an der Cincinnati Art Academy. Nach Rebissos Tod im Jahr 1899 übernahm Clement Barnhorn dessen Position als Leiter der Abteilung für Bildhauerei an der Cincinnati Art Academy, die er bis zu seinem eigenen Tod innehatte.
Das Werk von Clement Barnhorn umfasst zahlreiche Skulpturen aus Stein, Bronze, Holz und Terrakotta.

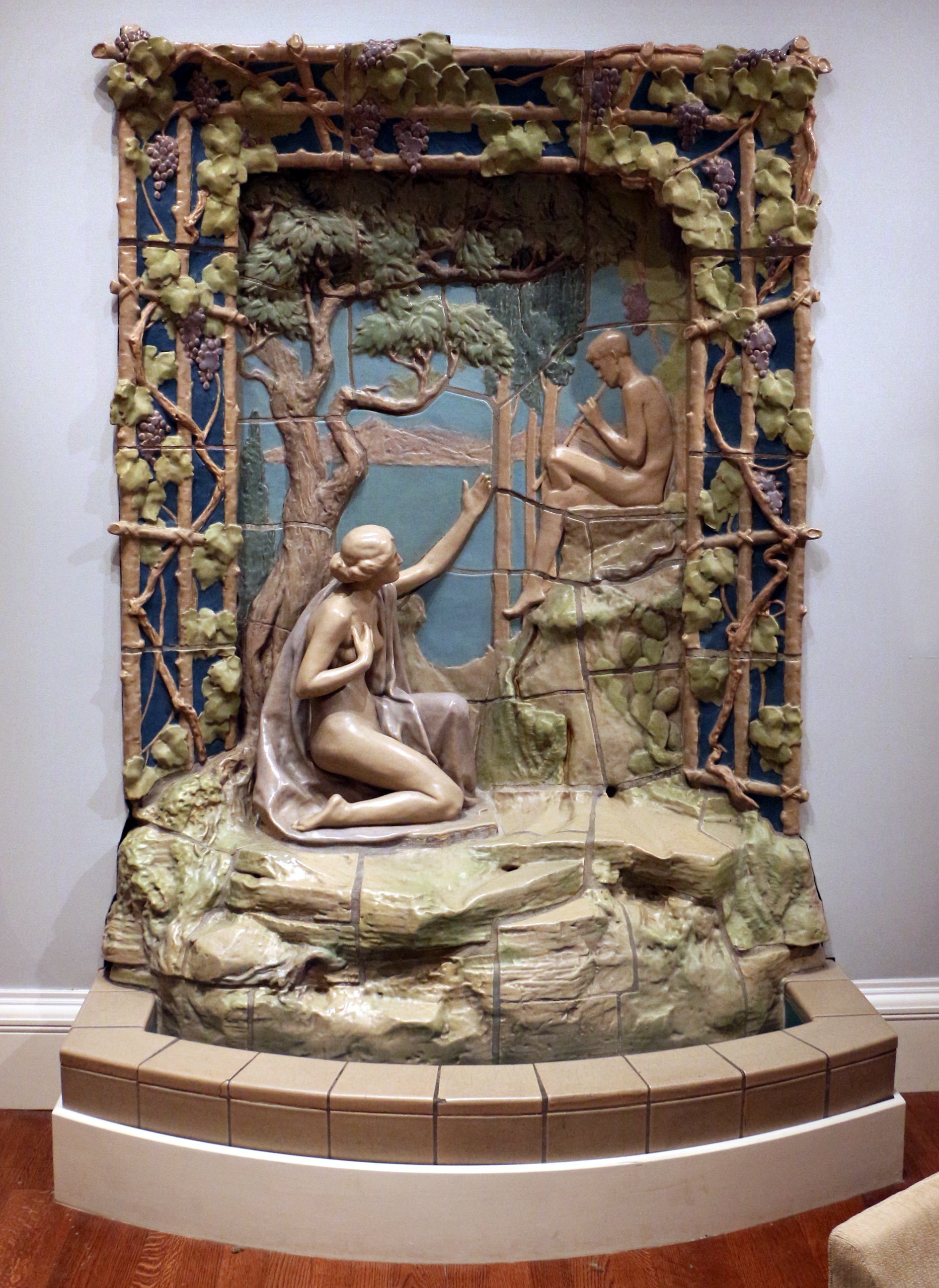
Clement J. Barnhorn für die Rookwood Pottery Company, Brunnen der Wassernymphe, 1913. Cincinnati Art Museum

Zu den bedeutendsten Werken von Clement Barnhorn zählen der Brunnen mit der Wassernymphe im Cincinnati Art Museum sowie die Skulpturen St. Joseph and Child und Madonna of the Lilies. Im Laufe seiner Karriere schuf er zahlreiche Werke für Kirchen und Kathedralen und wurde mehrfach ausgezeichnet. Nach dem Tod von Frank Duveneck wurde er beauftragt, für dessen Grab in Covington, Kentucky, ein Denkmal aus Granit zu schaffen. Auch sein eigenes Grabmal auf dem St. John Cemetery in Cincinnati stammt von ihm. Clement Barnhorn starb am 2. August 1935 in Cincinnati.